# فخري مرقة
فخري أسعد مرقة (أبو أسعد؛ 1908 - 1976) مناضل فلسطيني وعضو في الحزب الشيوعي الأردني وكان أحد كوادر الجهاد المقدس عام 1947.

## حياته
ولد مرقة في الخليل، وعمل في سلك الشرطة التابع للحكومة الإستعمارية البريطانية في فلسطين، وساهم من خلال عمله في دعم ثورة 1936-1939، فطورد إلى أن اعتقل في عام 1939، وحكم عليه بالإعدام، ثم خُفف الحكم إلى مؤبد، فسُجن إلى أن هرب من سجن عكا بعد هجوم منظمة الأرجون عليه في 4 مايو 1947 بما يعرف باقتحام سجن عكا، وانتقل على إثر ذلك إلى دمشق لاجئًا سياسيًا. ثم التحق بقوات حسن سلامة النشطة في القطاع الغربي من المنطقة الوسطى، ومن ثم التحق بقوة الجهاد المقدس في بلدة عابود.
بعد انتهاء الحرب التحق بالحزب الشيوعي الأردني، إذ كان على صلة سابقة بناشطي الحزب الشيوعي الفلسطيني، وعصبة التحرر الوطني. وروي أنه كان قائدًا وطنيًا شيوعيًا وشعبيًا في مدينة الخليل، وقاد المظاهرات ضد حلف بغداد في مدينة الخليل. واعتقل في الأردن لنشاطه السياسي عام 1957 ثم طورد بعدها، فلجأ إلى قطاع غزة مشيًا على الأقدام من الخليل. وبعد نكسة حزيران/يونيو 1967 عاد إلى الأردن، ونشط في قوات الأنصار، الذراع العسكري للحزب في الأردن، والتي لم يطل نشاطها، حيث انتهى نشاطها مع خروج العمل الفدائي من الأردن بعد حوادث أيلول الأسود عام 1970.

## وفاته
توفى في عمان بتاريخ 4 يناير 1976 عن عمر ناهز 68 عام.